# دار الرباط (الرياشية)

تعديل مصدري - تعديل

الجهادع هي إحدى قرى عزلة ثمن الرياشية بمديرية الرياشية التابعة لمحافظة البيضاء، بلغ تعداد سكانها 182 نسمة حسب تعداد اليمن لعام 2004.